# Šepšin
Šepšin (cyr. Шепшин) – wieś w Serbii, w mieście Belgrad, w gminie miejskiej Mladenovac. W 2011 roku liczyła 736 mieszkańców.